# القمة الخليجية 2014 (الدوحة)
قمة مجلس التعاون الخليجي 2014 أو القمة الخليجية 35  هي قمة قادة دول مجلس التعاون لدول الخليج العربية عقدت في يوم الثلاثاء 9 ديسمبر 2014 في مدينة الدوحة بدولة قطر. برئاسة صاحب السمو الشيخ تميم بن حمد ال ثاني أمير دولة قطر. 

## القادة المشاركين

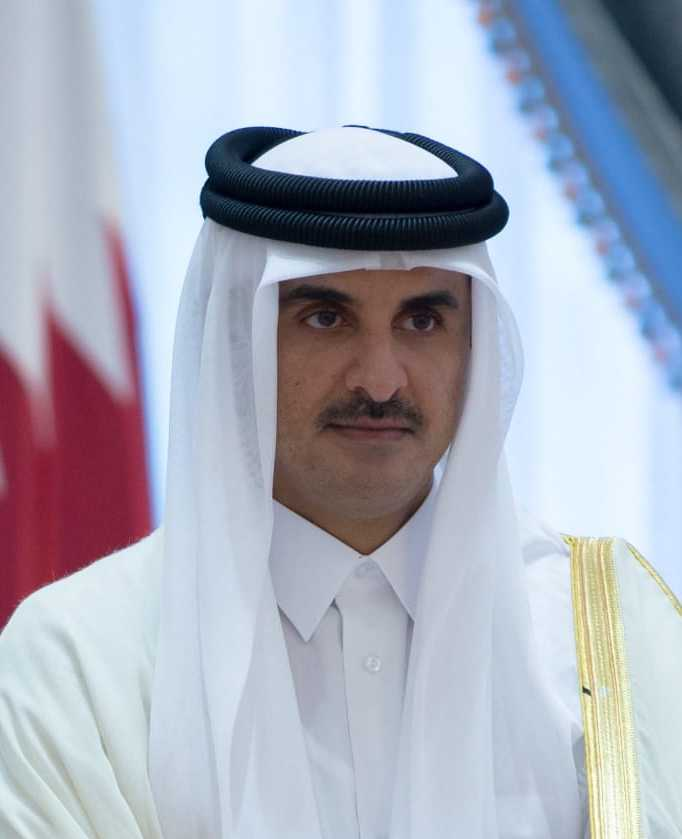
دولة قطر صاحب السمو الشيخ تميم بن حمد آل ثاني أمير دولة قطر (رئيس القمة)
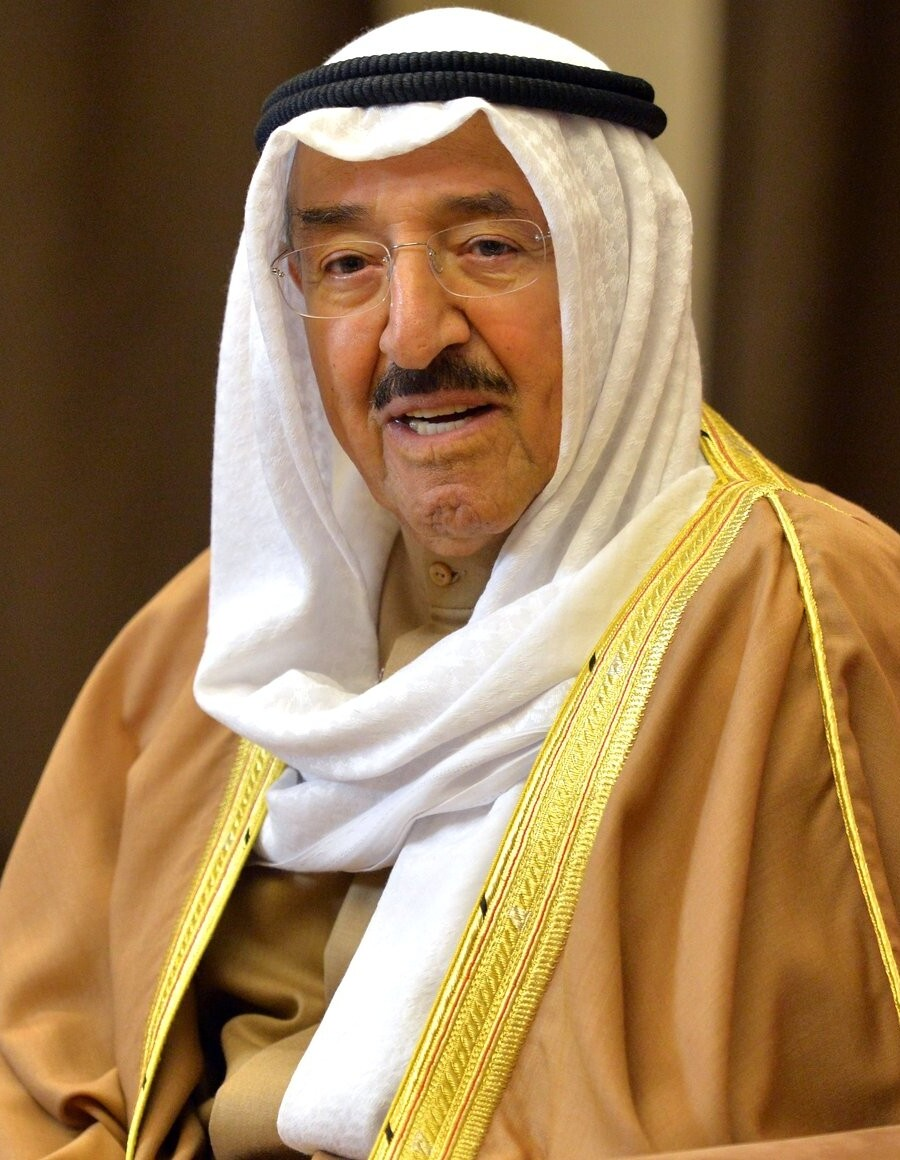
دولة الكويت صاحب السمو الشيخ صباح الأحمد الجابر الصباح أمير دولة الكويت
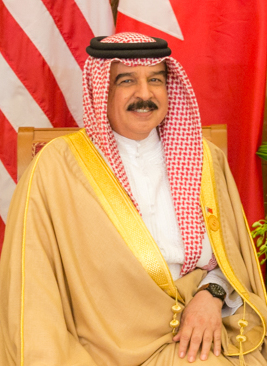
مملكة البحرين صاحب الجلالة الملك حمد بن عيسى آل خليفة ملك مملكة البحرين
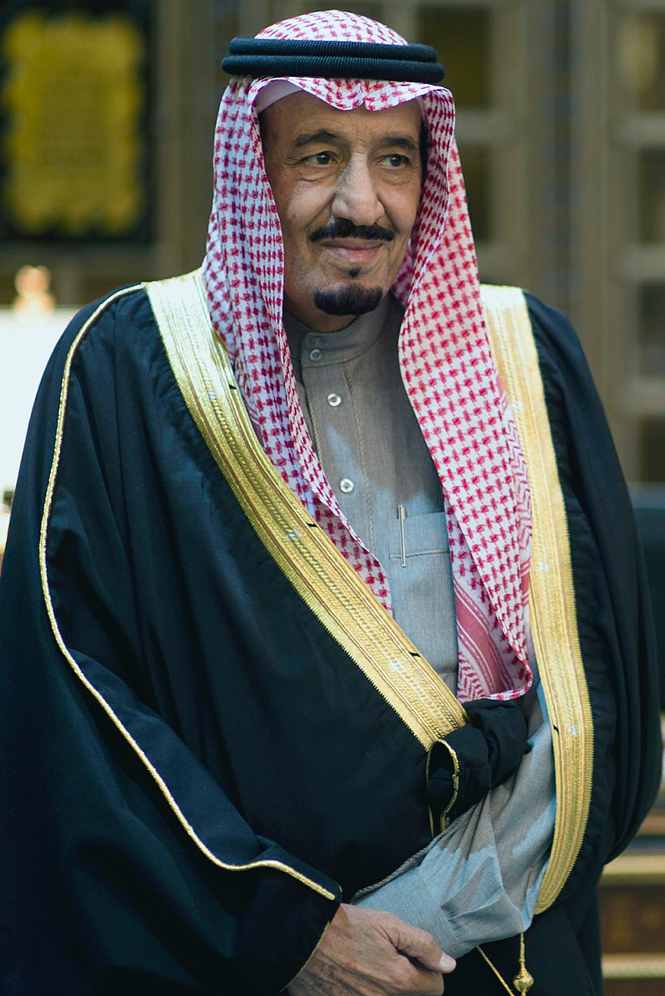
المملكة العربية السعودية صاحب السمو الملكي الأمير سلمان بن عبدالعزيز آل سعود ولي العهد نائب رئيس مجلس الوزراء وزير الدفاع
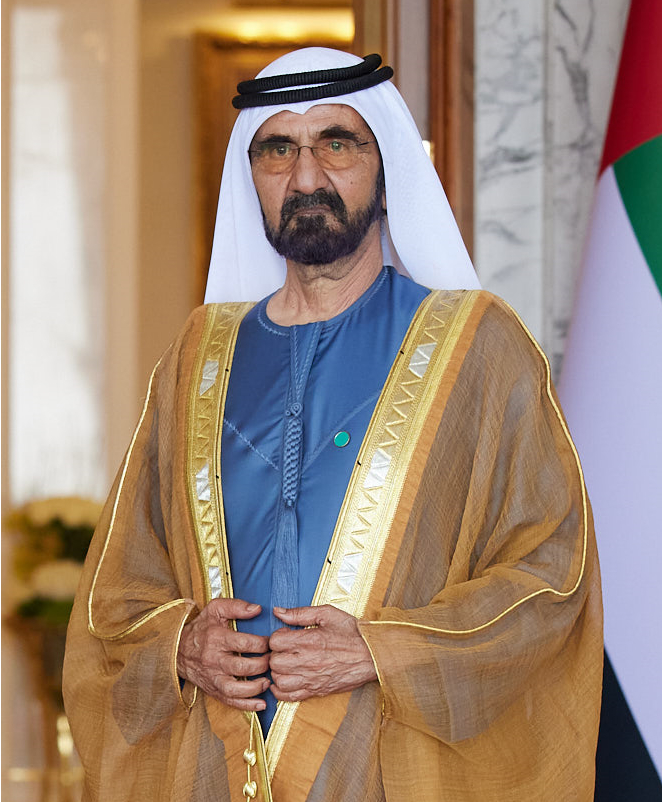
دولة الإمارات العربية المتحدة صاحب السمو الشيخ محمد بن راشد آل مكتوم نائب رئيس الدولة رئيس مجلس الوزراء حاكم دبي
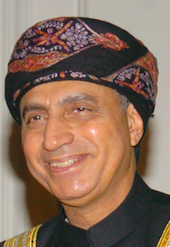
سلطنة عمان صاحب السمو السيد فهد بن محمود آل سعيد نائب رئيس الوزراء لشؤون مجلس الوزراء
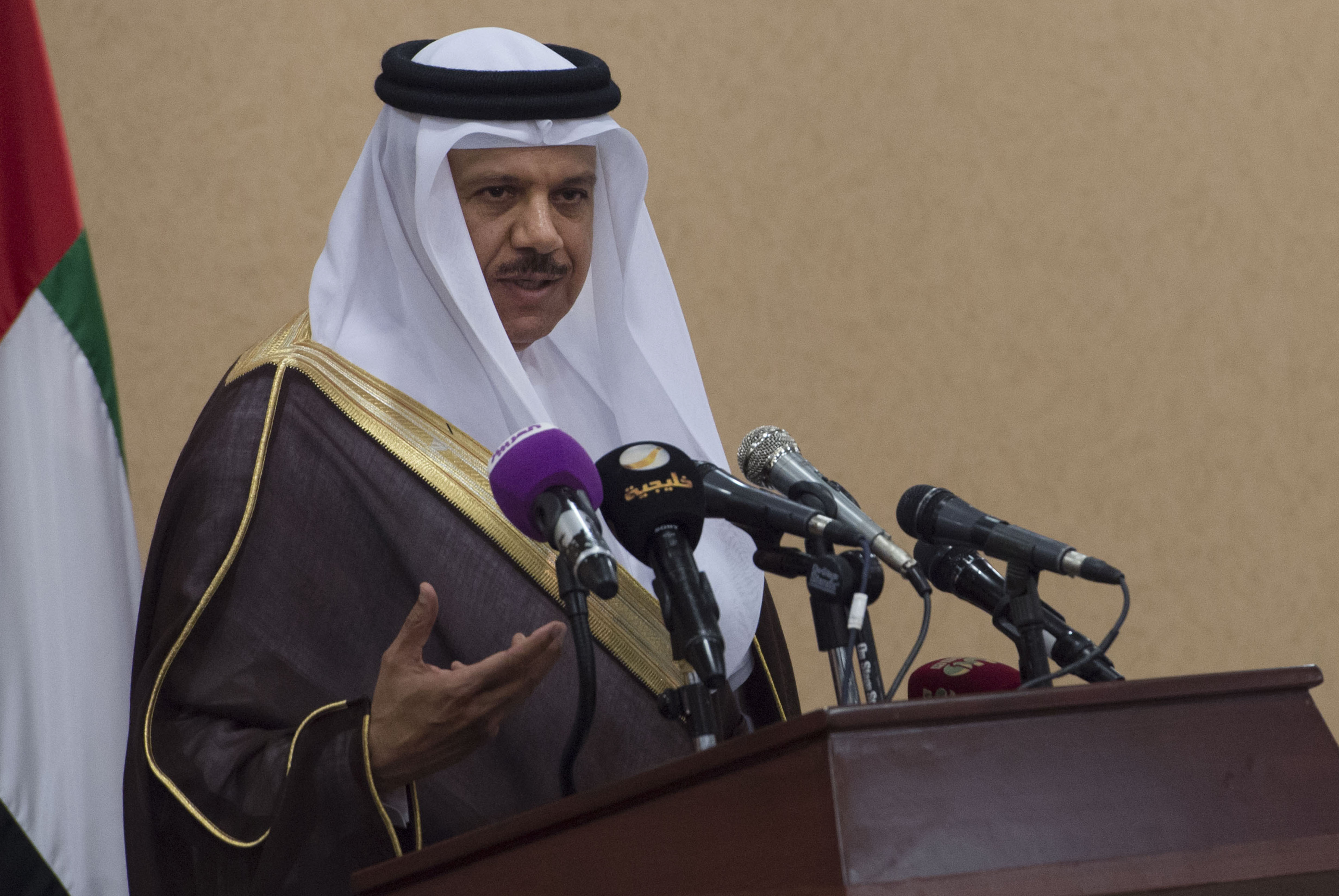
الأمانة العامة لمجلس التعاون الخليجي معالي الدكتور عبداللطيف بن راشد الزياني أمين عام مجلس التعاون لدول الخليج العربية